# Скакун Ярослав Іванович
Яросла́в Іва́нович Скаку́н (нар. 1 лютого 1949, Розвадів) — український скульптор, педагог.

## Біографія
Народився 1 лютого 1949 року в селі Розвадів Миколаївського району Львівської області. 1977 року закінчив Львівський інститут прикладного та декоративного мистецтва. Заслужений діяч мистецтв УРСР (1989). Народний художник України (2006). Професор кафедри монументально-декоративної скульптури Львівської національної академії мистецтв. Із 1980-х років походить ряд станкових робіт, а від 1990-х років частіше працює в галузі монументальної скульптури. До цього періоду відноситься ряд пам'ятників у різних містах України.

## Творчість
- Станкова робота «Молоді хірурги».
- «Пора сінокосу» (1980, тонований гіпс, 115×97×60).[2]
- Пам'ятник землякам, загиблим у Другій світовій війні, село Жидичин (1980, архітектор Михайло Федик).[3]
- «Ікари» (1982, співавтор Йосип Садовський, тонований гіпс, 154×100×85).[4]
- Шість барельєфних погрудь із зображенням видатних медиків минулого на фасаді «Аптеки-музею» у Львові (1985).[5]
- «І. Франко» (1986, тонований гіпс, 175×145×85).[6]
- Портрет Т. Г. Шевченка (1989, гіпс, 160×130×85).[7]
- Пам'ятник на могилі Станіслава Людкевича на Личаківському цвинтарі, поле № 3 (1989), співавтори — скульптори Любомир Яремчук, Микола Посікіра[8][9].
- Пам'ятник Шевченкові, село Грабовець (1989, архітектор Володимир Сколоздра)[10].
- Скульптурна композиція фонтану «Русалки» на головній алеї Стрийського парку у Львові (архітектор Микола Обідняк, 1980-ті).[11][12]
- Пам'ятник Шевченкові, село Уличне (1992)[13].
- Пам'ятник на могилі Богдана Котика на Личаківському цвинтарі, поле № 12 (1994).[14].
- Меморіальна таблиця Володимиру Кубійовичу на будинку по вулиці Листопадового чину у Львові (1993, архітектор Олег Чамара, Василь Каменщик)[15].
- Пам'ятник борцям за волю України, село Розвадів (1995).
- Пам'ятна стела Богданові Хмельницькому на однойменній вулиці в Калуші (1995).[16]
- Пам'ятна таблиця Павлові Ковжуну на фасаді Калуського державного училища культури (1996).[16]
- Пам'ятник Тарасові Шевченку в Калуші (1997).[16]
- Пам'ятник Іванові Франку, село Чертіж Львівської області (1989, архітектор Василь Каменщик)[15].
- Пам'ятник Тарасові Шевченку, місто Новогродівка на Донеччині (1997).[16]
- Погруддя Івана Франка, село Голинь на Івано-Франківщині (2000).[16]
- Меморіальна таблиця на колишньому будинку НТШ на проспекті Шевченка, 8 у Львові (2002, архітектор Олег Чамара, Василь Каменщик)[15].
- Пам'ятник святому Миколаю в Луцьку (не пізніше 2001, архітектор Андрош Бідзіля).[17]
- Пам'ятник Михайлу Грушевському в Луцьку (2002, архітектор Андрош Бідзіля).
- Пам'ятник Соломії Крушельницькій у дзеркальному залі Львівського оперного театру, до 130-річчя від дня народження (2002).[18]
- Меморіальна таблиця на фасаді львівської середньої школи № 4 на честь Олени Степанів (2003).[19].
- Меморіальна таблиця на Латинському катедральному соборі Львова на честь приїзду Папи Римського Івана Павла ІІ (2003)
- Пам'ятник присвячений 110-річчю українського футболу, встановлений у Стрийському парку у Львові (2004).
- Портрет художника Євгена Лисика (2005, бронза, 95×80×40).[1]
- Погруддя Соломії Крушельницької для музею театру Ла Скала в Мілані (2008).[18]
- Пам'ятник Євгену Петрушевичу в Сокалі. Урочисто відкритий 1 грудня 2009 року.[20]
- Погруддя «Заслужена артистка України Любов Качала» (2008, гіпс, 82×50×30).[21]
- Погруддя Романові Шухевичу, відкрите 5 березня 2009 року на вул. Білогорща, 76 у Львові[22]
- Меморіальна таблиця у Львівській опері, на честь 10-ліття від дня візиту до Львова Папи Римського Івана Павла II, що була відкрита у листопаді 2011 року.[23]
- Меморіальна таблиця на честь ректора львівської політехніки Юрія Рудавського — на будинку по вулиці Глибокій, 13 у Львові, де він мешкав, відкрита 17 жовтня 2012 року (архітектор Богдан Черкес)[24].
- Меморіальна таблиця у пам'ять про митрополита Андрея Шептицького на корпусі НЛТУ у Львові. Урочисто відкрита 11 жовтня 2018 року.[25].
- Меморіальна таблиця гончарю Петру Вауліну (спільно з компанією «ПікАрт»; м. Опішня, Полтавської області).

## Галерея

Луцьк. Пам'ятник Михайлові Грушевському
Львів. Пам'ятна таблиця на Латинській катедрі
Львів. Фонтан «Русалки» у Стрийському парку
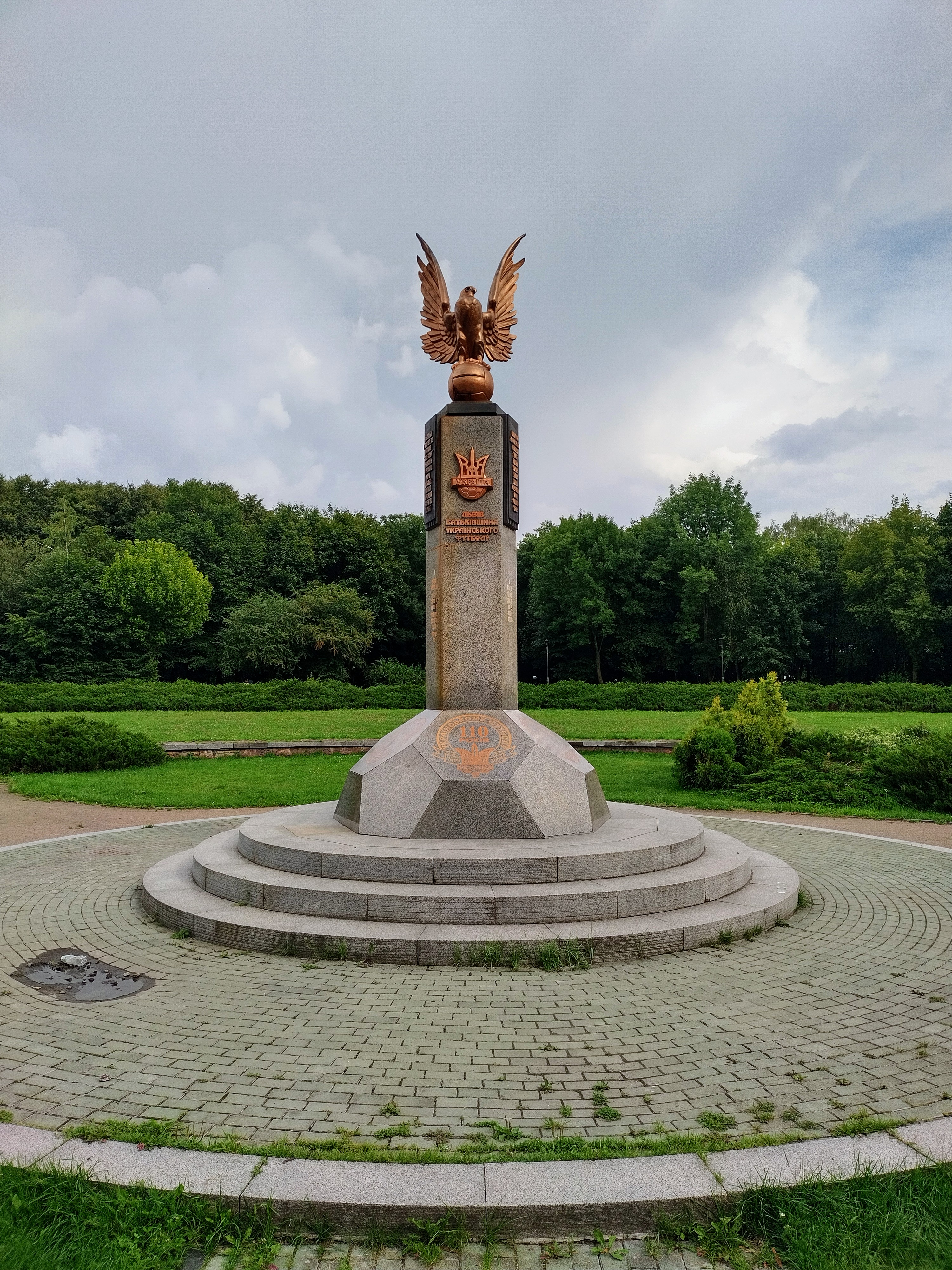
Меморіал "Львів - батьківщина українського футболу"